# Crevedia Mare
Crevedia Mare es una comuna ubicada en el distrito de Giurgiu, Rumania.

## Superficie
Cuenta con una superficie de 63,79 kilómetros cuadrados.

## Demografía
Hasta 2021 la población era de 4791 habitantes, con una densidad de población de 75,11 habitantes por kilómetro cuadrado.